# Gierów

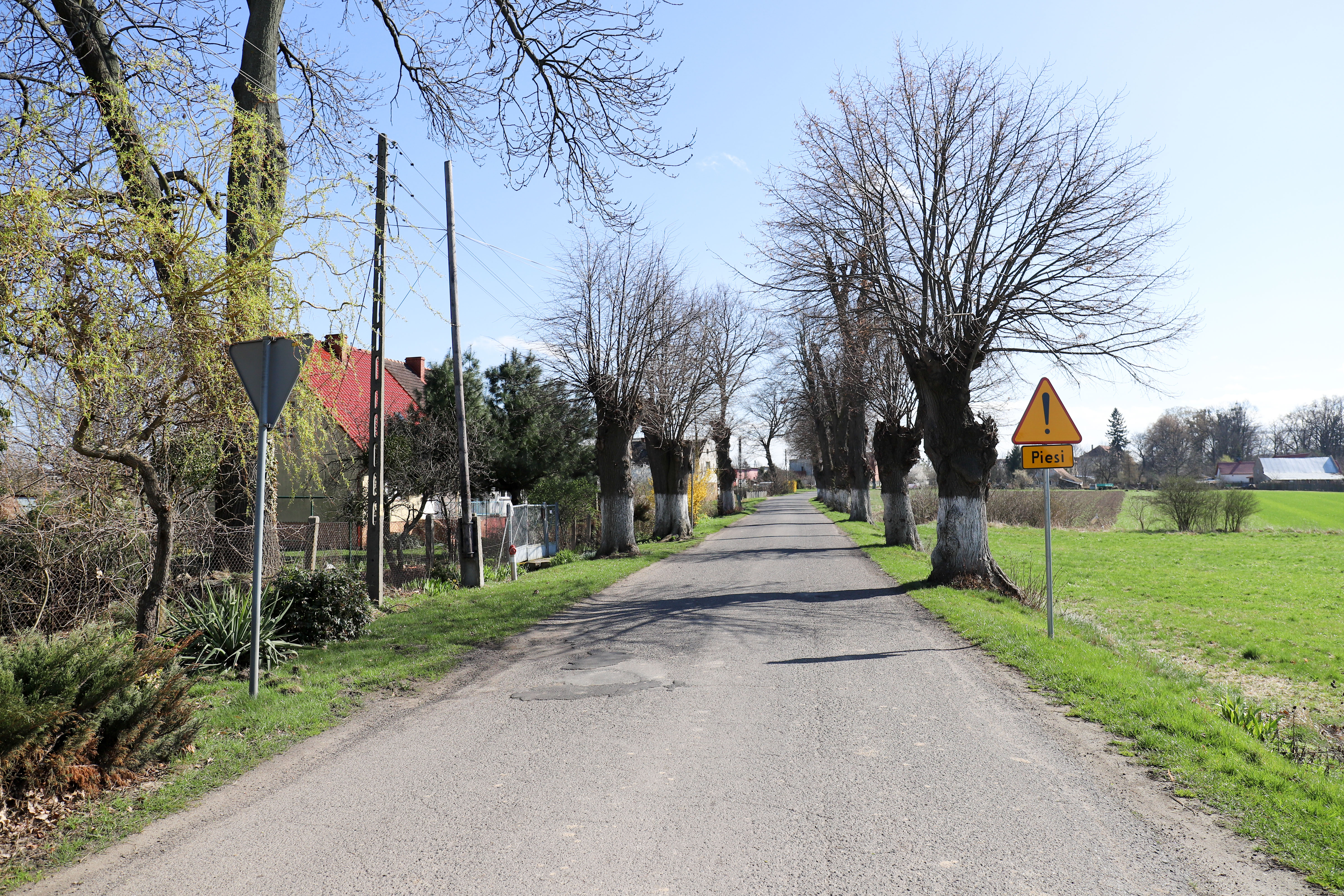
Ortsansicht 2024

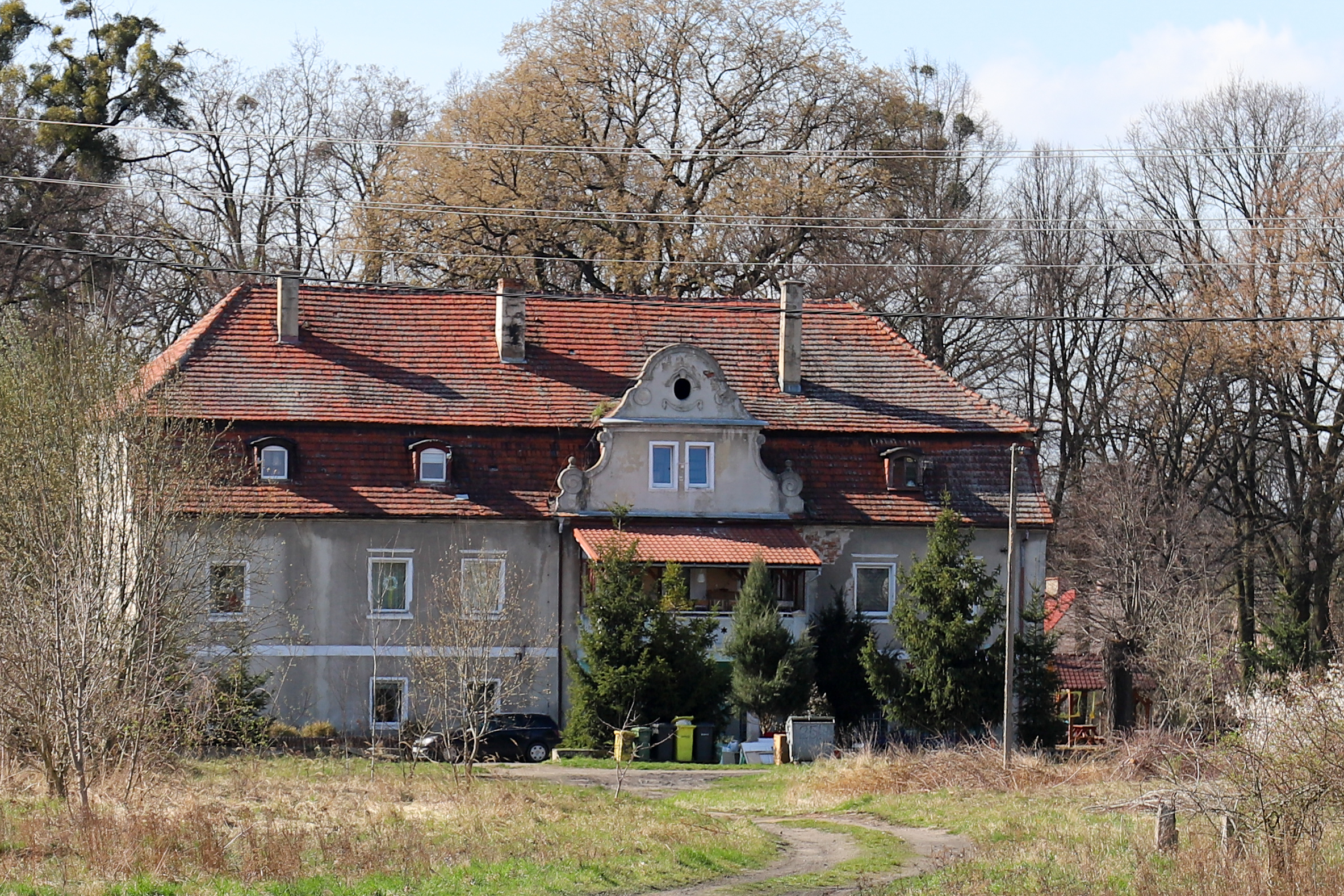
Schloss Gührau

Gierów (deutsch: Gührau) ist ein Ort in der Stadt- und Landgemeinde Grodków (Grottkau) im Powiat Brzeski der Woiwodschaft Opole in Polen.

## Geographie
Das Straßendorf Gierów liegt etwa zehn Kilometer südwestlich von Grodków (Grottkau), 37 Kilometer südwestlich von Brzeg (Brieg) und 48 Kilometer westlich von Opole (Oppeln) in der Schlesischen Tiefebene. Nördlich des Dorfes verläuft die Droga wojewódzka 385.
Nachbarorte von Gierów sind im Nordosten Wierzbna (Würben), im Südwesten Strzegów (Striegendorf), im Südwesten Jagielnica (Alt Jägel) und im Westen Karnków (Arnsdorf).

## Geschichte
Erstmals erwähnt „villa Cherubim“ 1303/04 im Breslauer Zehntregister Liber fundationis episcopatus Vratislaviensis. 1343 wurde es als „Gerow“ von der Stadt Grottkau erworben, mit der es 1344 an das Fürstentum Neisse gelangte. Für das Jahr 1425 ist die Schreibweise „Geraw“ belegt. 1579 gehörte die Herrschaft den Diprandt und Friedrich von Gellhorn. Der Ortsname leitet sich vom Gründer des Dorfes ab, das Dorf des Geros.
Nach dem Ersten Schlesischen Krieg 1742 fiel Gührau mit dem größten Teil des Fürstentums Neisse an Preußen.
Nach der Neuorganisation der Provinz Schlesien gehörte die Landgemeinde Gührau ab 1816 zum Landkreis Grottkau, mit dem es bis 1945 verbunden blieb. 1845 bestanden im Dorf ein Schloss, ein Vorwerk, eine Brennerei, ein Wirtshaus sowie 60 weitere Häuser. Im gleichen Jahr lebten in Gührau 312 Bewohner, davon 149 katholisch. 1855 waren es 333 Bewohner. Ab 1858 war das Rittergut im Besitz der Familie Pohl. 1865 bestanden im Ort 25 Gärtner- und elf Häuslerstellen sowie ein Schloss und eine Brennerei. 1874 gelangte Gührau an den neu gebildeten Amtsbezirk Striegendorf, der die Landgemeinden Gührau, Niclasdorf, Striegendorf und Würben und die Gutsbezirke Gührau, Niclasdorf, Striegendorf und Würben umfasste. 1885 zählte Giersdorf 220 Einwohner. 1933 wurden in Gührau 239, und 1939 200 Einwohner gezählt.
Als Folge des Zweiten Weltkriegs fiel Gührau 1945 mit dem  größten Teil Schlesiens an Polen. Nachfolgend wurde es in Gierów umbenannt und der Woiwodschaft Schlesien angeschlossen. Die deutsche Bevölkerung wurde, soweit sie nicht vorher geflohen war, weitgehend vertrieben. Die neu angesiedelten Bewohner waren teilweise Zwangsumgesiedelte aus Ostpolen, das an die Sowjetunion gefallen war. 1950 wurde Gierów der Woiwodschaft Opole, 1999 dem neu gegründeten Powiat Brzeski zugeordnet.

## Sehenswürdigkeiten
- Das Schloss Gührau wurde Ende des 18. Jahrhunderts erbaut und 1960 umgebaut. Das zweistöckige Gebäude auf rechteckigen Grundriss besitzt ein Mansarddach und am Hauptportal ein Säulenportikus.[8]
- Umgeben ist das Schloss von einem Landschaftspark, der seit 1983 unter Denkmalschutz steht.[9]